# Concert per a piano núm. 1 (Rosenberg)
El Concert per a piano núm. 1 va ser compost per Hilding Rosenberg el 1930.

## Moviments
Amb una durada de 25 minuts, consta de 2 moviments:
1. Allegro energico
2. Adagio espressivo

## Origen i context
Rosenberg va compondre el seu Primer Concert per a piano el 1930, però va dubtar sobre l'estructura de l'obra, especialment pel que fa a l'equilibri entre el piano i l'orquestra. Tot i que va parlar sobre el concert en entrevistes i haver-lo deixat al pianista Sven Brandel segurament per rebre consells, el va oblidar. No es va interpretar fins al 1992, després de ser trobat entre els béns del pianista Sven Brandel. La primera interpretació es va fer a la sala Berwald d'Estocolm, amb Mats Widlund com a solista i Leif Segerstam com a director.

## Música
El concert destaca per un primer moviment amb un llenguatge intens i primitiu, on el piano actua com una toccata simfònica. El segon moviment, més contemplatiu, presenta un motiu folclòric i moments lírics entre el piano i les cordes, creixent cap a un clímax majestuós. També existeixen esbossos d’un final amb temes enèrgics i dinàmics.